# Economia dell'Australia
L'economia dell'Australia, membro dell'OCSE dal 1971, è la 12ª al mondo per volume. Il relativo indice di sviluppo umano stilato dall'ONU, inclusivo del tasso di sviluppo economico, è il secondo più alto al mondo, superiore a quello di Canada, Giappone e di molti Paesi del Nord Europa. Il Paese esporta soprattutto prodotti non lavorati mentre le importazioni riguardano prodotti finiti. Questo comporta, tuttavia, che il paese sia vulnerabile alle fluttuazioni dei prezzi sul mercato, all'inflazione dei paesi fornitori e alle variazioni di crescita economica dei paesi cui sono destinate le materie prime.
L'agricoltura e le esportazioni di minerali hanno avuto una forte rilevanza per la crescita dell'economia; attualmente il paese è uno dei principali fornitori mondiali di minerali. Il commercio australiano ha prodotto, solo nel 2012, circa 440 miliardi di dollari di ricavi, di cui 240 dovuti alle esportazioni. Il paese, oltre che a essere autosufficiente per i generi alimentari, è un grandissimo esportatore di frumento, carni, latticini e lana. Tuttavia, anche se l'agricoltura mantiene una certa importanza, occupa meno del 3% della quota del PIL, mentre l'industria, che nel secondo Novecento ha dato un rapido sviluppo al Paese, oggi occupa il 15%, mentre il settore manifatturiero l'11%. Il terziario è tutt'oggi il maggior settore che partecipa al Prodotto Interno Lordo con oltre il 70%. Importante è l'allevamento e l'esportazioni di bovini e di lana all'avanguardia a livello mondiale.
La superficie coltivata non va oltre il 6% del territorio. Il frumento occupa circa la metà del lavorato mentre il foraggio e altri cereali il 20%. La produzione nel Paese è altamente meccanizzata e diffusa. Circa il 70% è destinato all'esportazione all'estero.
Il problema dell'irrigazione è comune a tutte le zone agricole, fatta eccezione per quelle altamente piovose. In diverse aree, l'aumento della salinità del terreno si profila come minaccia per l'ambiente e per la produzione; per ridurne l'impatto e per risparmiare sull'impiego di costose risorse idriche, sono in corso diversi progetti pilota con utilizzo di biotecnologie. L'Australia ha la minore disponibilità di acqua tra tutti i paesi abitati. Data l'ampia diffusione delle coltivazioni, questo fatto è all'attenzione degli abitanti quanto dei loro rappresentanti politici. Nel 2004 il governo centrale ha permesso la creazione di un vero e proprio libero mercato dell'acqua. È ora possibile agli agricoltori commercializzare il prezioso bene attraverso il confine di stato federale, ed ai governi confinanti di acquistarlo. Questo dovrebbe tradursi in un beneficio per le aziende più grosse, che hanno maggiore produttività e disponibilità di capitali. Le aziende più piccole, parzialmente rinunciando ad irrigare le aree a minore produttività, potrebbero comunque realizzare qualcosa oltre ad influire positivamente sul mercato. Tuttavia i risultati di questa politica necessitano del tempo necessario a valutarne la portata ed il successo. Interventi pubblici diretti sono allo studio per la costruzione di dighe e per il riciclaggio delle acque reflue.
Dopo la seconda guerra mondiale, il potenziale industriale dell'Australia ha conosciuto una notevole crescita, grazie all'introduzione di nuove produzioni e allo sviluppo di quelle esistenti. Nel 2002, l'industria manifatturiera partecipava per l'11,8% alla formazione del prodotto interno lordo, mentre l'intero comparto industriale ne forniva il 25,9%, assorbendo il 21% della forza lavoro. Nel Nuovo Galles del Sud, soprattutto a Sydney e a Newcastle e nello stato di Victoria, in particolare l'area metropolitana di Melbourne, vi sono i principali centri industriali. Nel Nuovo Galles del Sud sono particolarmente sviluppate l'industria siderurgica e metallurgica, meccanica, in particolare il settore aeronautico, elettronica e petrolchimica, e la produzione di fibre sintetiche e di cavi elettrici.
A Melbourne si trova la produzione e l'assemblaggio di macchinari e autoveicoli, l'industria alimentare e quella delle confezioni. Geelong, vicino a Melbourne, è nota per i suoi lanifici e per l'industria automobilistica, dominata da marchi come Holden e Ford Australia. In Australia Meridionale, la cui economia è stata tradizionalmente di tipo agricolo e pastorale, si è assistito dopo il 1950 allo sviluppo di numerosi e importanti centri manifatturieri, tra cui Adelaide e Whyalla. Anche Brisbane e Townsville, nel Queensland, sono importanti distretti industriali. In Tasmania, sostenute da un potenziale idroelettrico a basso costo, si sono sviluppate l'industria metallurgica, con impianti di produzione per elettrolisi dello zinco, l'industria della carta e degli alimenti. I principali centri industriali dell'isola sono Hobart e Launceston. L'Australia Occidentale rimane invece caratterizzato dall'economia improntata su industria mineraria e turismo.
Oggi l'Australia è legata a doppio filo a India e Cina, paesi cui fornisce i metalli e i minerali necessari alla vertiginosa crescita economica che stanno vivendo. Questo, assieme a un'azione rapida dei governi, ha permesso all'Australia di evitare le crisi economica mondiale e continuare a registrare tassi di crescita intorno al 3% annuo. L'economia australiana, tuttavia, rimane soggetta alle oscillazioni delle economie dei maggiori partner commerciali, creando problemi non solo di carattere economico, ma anche di politica interna.